# Echinocereus freudenbergii
Echinocereus freudenbergii är en kaktusväxtart som beskrevs av G. Frank. Echinocereus freudenbergii ingår i släktet Echinocereus och familjen kaktusväxter. Inga underarter finns listade i Catalogue of Life.